# Falster
Falster er en dansk ø i den sydøstlige del af Danmark. Falster har et areal på 514 km² og er dermed Danmarks 6. største ø. Pr. 1. januar 2015 havde øen 42.328 indbyggere. Øen, der ligger ud til Østersøen, er en del af Region Sjælland og bliver administreret af Guldborgsund Kommune. Gedser Odde, der er det sydligste punkt i Danmark, ligger på Falster.
Den største by på øen er Nykøbing Falster, hvor mere en 40 % af øens befolkning er bosat. Andre byer inkluderer Stubbekøbing, Nørre Alslev og Gedser.
Falster er forbundet mod nord til Sjælland med to broforbindelser: Storstrømsbroen via Masnedø og Farøbroerne via Farø, der også giver adgang til Møn og Bogø. Øen er forbundet mod vest til Lolland med Guldborgbroen og Frederik d. 9's Bro over og Guldborgsundtunnelen under Guldborg Sund. Falster bliver ofte omtalt sammen med naboøen Lolland under navnet Lolland-Falster.

## Historie
Navnet Falster menes at stamme fra oldtiden. Det er formodentlig en afledning af enten fællesgermansk faldan eller fællesgermansk felhan, og betyder derfor enten 'Den foldede ø' eller 'Den skjulte ø'.
Fra middelalderen frem til 1766 var størstedelen af Falster i kronens eje. I Valdemars Jordebog listes alle sognene og de fleste byer på øen. Falsters to hovedbyer, Nykøbing og Stubbekøbing, blev begge grundlagt i slutningen af 1100-tallet. I middelalderen blev øen mærket af krige med venderne i 1158 og med Lübeck i 1253. En optælling i 1509 opregner kun 90 af de 110 landsbyer, som tidligere var kendt. Derudover medtager den også 29 nye bebyggelser, hovedsageligt langs kysterne.
I 1500-tallet var en del gårde ejet af adelen, men fra 1560 til 1630 blev de langsomt givet tilbage til kronen, der endnu engang kom til at eje hele øen. Falster kunne derfor gives som medgift til Frederik 3.s dronning Sophie Amalie, men som følge af de høje skatter der fulgte blev mange gårde efterfølgende forladt.
Falster blev forvaltet som kronens eje fra 1718 indtil 1766, da den blev solgt på auktion og delt op i ti store gårde, af hvilke fem fik nye store markområder. Men da markerne blev drevet via livegenskab af lokale bønder ledte dette til mange tvister.
Under stormfloden 1872 blev store dele af områderne omkring Bøtø Nor på Sydfalster oversvømmet, og omkring 50 personer omkom. For at beskytte mod gentagelser blev Det falsterske dige opført fra 1873-1875, hvilket inddæmmede Bøtø Nor.
Falster oplevede en betydelig økonomisk ekspansion efter 1880 med oprettelsen af andelsmejerier og slagterier og landbruget koncentreret om husdyrproduktion og foderafgrøder. Der skete også en stigning i dyrkningen af sukkerroer, som blev forarbejdet på sukkerfabrikken i Nykøbing. Mange sæsonarbejdere, især kvinder, fra Sverige og Polen kom til Falster for at hjælpe med at høste sukkerroer, og nogle af dem bosatte sig der.
Med den nye jernbane fra Orehoved til Nykøbing i 1872 og jernbanefærgerne til Masnedø (1884), og Warnemünde (1903) blev Falster efterhånden trafikknudepunkt. Dens position blev forstærket af opførelsen af Storstrømsbroen (1937) og Farøbroerne (1985).
Siden 1975 har Falster været præget af høj arbejdsløshed som følge af hårdere tider for både landbrug og industri.

## Geografi
Falsters sydligste punkt, Gedser Odde, er Danmarks sydligste punkt. Falsters østligste punkt i Corselitze Skov hedder Hestehoved. Dette er også et af de største skovområder på øen. Det nordligste punkt ligger ved Orehoved. Det højeste jordpunkt er Bavnehøj nær Nørre Vedby (44 moh.). De øverste 4,5 meter er imidlertid en gravhøj. Falsters – og faktisk hele Lolland-Falsters – højeste naturlige punkt var tidligere Ulbjerg (43 moh.), der lå nogle hundrede meter øst for Bavnehøj. Ulbjerg er nu bortgravet, og Bavnehøj udgør nu det entydigt højeste punkt.
Øen er omgivet af Guldborg Sund mod vest, Storstrømmen mod nord og Østersøen mod øst.
Tingsted Å løber fra midten af øen omkring Virket mod sydøst til Nykøbing Falster med udløb i Guldborg Sund. Sørup Å løber fra øst for Eskilstrup mod øst med udløb i samme sund.
Store dele af øen bruges til landbrug, og i en rapport fra Aarhus Universitet fra starten af 2015 blev Lolland-Falster nævnt som det sted i Danmark, hvor der blev brugt flest sprøjtemidler.

## Demografi
Falster har 41.621 indbyggere (2024). Der er følgende byer på Falster:
| Rang | By                    | Indbyggertal |
| ---- | --------------------- | ------------ |
| 1    | Nykøbing Falster      | 16.636       |
| 2    | Nørre Alslev          | 2.352        |
| 3    | Stubbekøbing          | 2.196        |
| 4    | Nordbyen              | 1.910        |
| 5    | Væggerløse            | 1.310        |
| 6    | Idestrup              | 1.125        |
| 7    | Eskilstrup            | 1.082        |
| 8    | Gedser                | 670          |
| 9    | Horbelev              | 574          |
| 10   | Guldborg              | 515          |
| 11   | Orehoved              | 450          |
| 12   | Ønslev                | 389          |
| 13   | Systofte Skovby       | 339          |
| 14   | Sønder Vedby Skovhuse | 293          |
| 15   | Horreby               | 281          |
| 16   | Øster Kippinge        | 248          |
| 17   | Vålse                 | 208          |
| 18   | Hasselø Plantage      | 214          |
| 19   | Tingsted              | 214          |
| 20   | Nørre Vedby           | 133          |

## Transport og infrastruktur
Motorvejen E47 forbinder Lolland og Falster via Guldborgsundtunnelen, og Farøbroerne giver adgang til Sjælland. E55 går fra afkørsel 44 mod syd igennem Nykøbing og videre til Gedser, hvor færgeruten Gedser-Rostock giver forbindelse til Tyskland. Sekundærrute 153 går fra Lolland igennem Guldborg og videre til Orehoved via Storstrømsbroen over Masnedø og til Vordingborg. Falster er forbundet med Lolland tre steder; Guldborgbroen, Guldborgsundtunnellen og Frederik d. 9's Bro ved Nykøbing Falster.
I et regionalt udviklingsperspektiv har det haft betydning, at det var linjeføringen over Farø, der blev valgt, og ikke Orenæslinjen eller Masnedølinjen. Derved blev Falster knyttet tættere sammen ikke blot med Sjælland, men også med Møn og Bogø.
Øens jernbane bliver drevet af DSB og der er regelmæssig forbindelse til København via Ringsted over Storstrømsbroen. Internationale tog fra København til Hamborg (via jernbanefærgen mellem Rødby og Puttgarden) standser på Nykøbing F Station, hvorfra der også er forbindelse til Nakskov med Lollandsbanen. Tidligere har der eksisteret flere mindre jernbaner som Gedserbanen og Stubbekøbing-Nykøbing-Nysted Banen, der begge gik til Nykøbing Falster.
Der er busforbindelser fra Nykøbing til andre byer og landsbyer på både Falster, Lolland, Møn og Sjælland.
I 2017 åbnede Storstrøm Fængsel som landets nyeste fængsel med plads til omkring 250 indsatte.

## Kultur
Falster har mange lystbådehavne, sandstrande og cykelruter, der tiltrækker turister fra især Tyskland. En af de mest populære destinationer er Marielyst på østkysten, der har et stort sommerhusområde og lange sandstrande.
Nykøbing Falster har en del attraktioner, hvoraf den mest populære ubetinget er Middelaldercentret, der egentlig ligger på Lollandsiden af Guldborg Sund i Sundby. Museet er opbygget som en middelalderby med rekonstruerede huse og viser et udsnit af en typisk dansk købstad omkring år 1400. Det blev grundlagt i anledning af Nykøbing Falsters 700 års jubilæum i 1989. Inde i selve Nykøbing er den gamle del af byen med gågaden, Klosterkirken, der blev grundlagt i 1419 og bymuseet Falsters Minder en del af attraktionerne. Derudover findes der flere mindre museer i byen.
Spredt udover øen ligger også mindre museer som Danmarks Traktormuseum i Eskilstrup, Det Sorte Geomuseum i Gedser, bymuseet og Stubbekøbing Motorcykel- og Radiomuseum i Stubbekøbing. Der findes også to dyreparker på øen; Guldborgsund Zoo i Nykøbing og Krokodille Zoo i Eskilstrup, der har den største samling af krokodiller og alligatorer i Europa.

## Kendte falstringer
Født eller bosiddende på Falster.
- Marie Grubbe (1643–1718), adelsfrue
- B.S. Ingemann (1789–1862), salmedigter og forfatter
- Frederik Magle (f. 1977), komponist, organist og pianist
- Claus Meyer (f. 1963), kok
- Gert Petersen (1927–2009), politiker og journalist
- Mads Reinholdt Rasmussen (f. 1981), roer
- Knud Romer (f. 1960), forfatter og reklamemand
- Svend S. Schultz (1913–1998), komponist og dirigent
- Mick Øgendahl (f. 1973), stand-up-komiker
- Claus Jensen (f. 1977), tidl. professionel fodboldspiller
- Esben Hansen (f. 1981), tidl. professionel fodboldspiller
- Peter Hugge (f. 1963) Forfatter og dramatiker
- Jonas Kamper (f. 1983) fodboldspiller i Randers fc
- Jørgen Peter Müller (1866-1938), idrætsperson
- Peter Freuchen (1886-1957), journalist, forfatter og opdagelsesrejsende